# Улица Суур-Сыямяэ
У́лица Су́ур-Сы́ямяэ (эст. Suur-Sõjamäe tänav) — улица в Таллине, столице Эстонии. 

## География
Пролегает в микрорайонах Сыямяэ и Юлемисте городского района Ласнамяэ. Начинается у перекрёстка Тартуского шоссе и улицы Ярвевана и заканчивается у Таллинской окружной дороги. Является частью шоссе Таллин—Лагеди (рег. номер 11290). Параллельно улице по всей её длине проходит железная дорога, с другой стороны улицы находятся взлётные полосы Таллинского аэропорта. 
Протяжённость улицы — 5292 м.

## История
В конце XIX века на холме Ласнамяги, в начале современной улицы Суур-Сыямяэ, был построен крупный машиностроительный завод «Двигатель». С одной его стороны находился Юрьевский почтовый тракт, с другой — железнодорожная линия, соединявшая Ревель с Санкт-Петербургом, и залежи плитняка, из которого в те годы строились многие ревельские здания. 
В начале XX века улица носила название Большая Веймарсгофская улица (нем. Große Weimarshofsche Straße). Своё современное название получила 17 января 1923 года.
В советское время на улице располагались головная контора Таллинского завода железобетонных изделий треста «Спецжелезобетонстрой», административное здание и часть производственных корпусов завода «Двигатель».

## Предприятия и организации

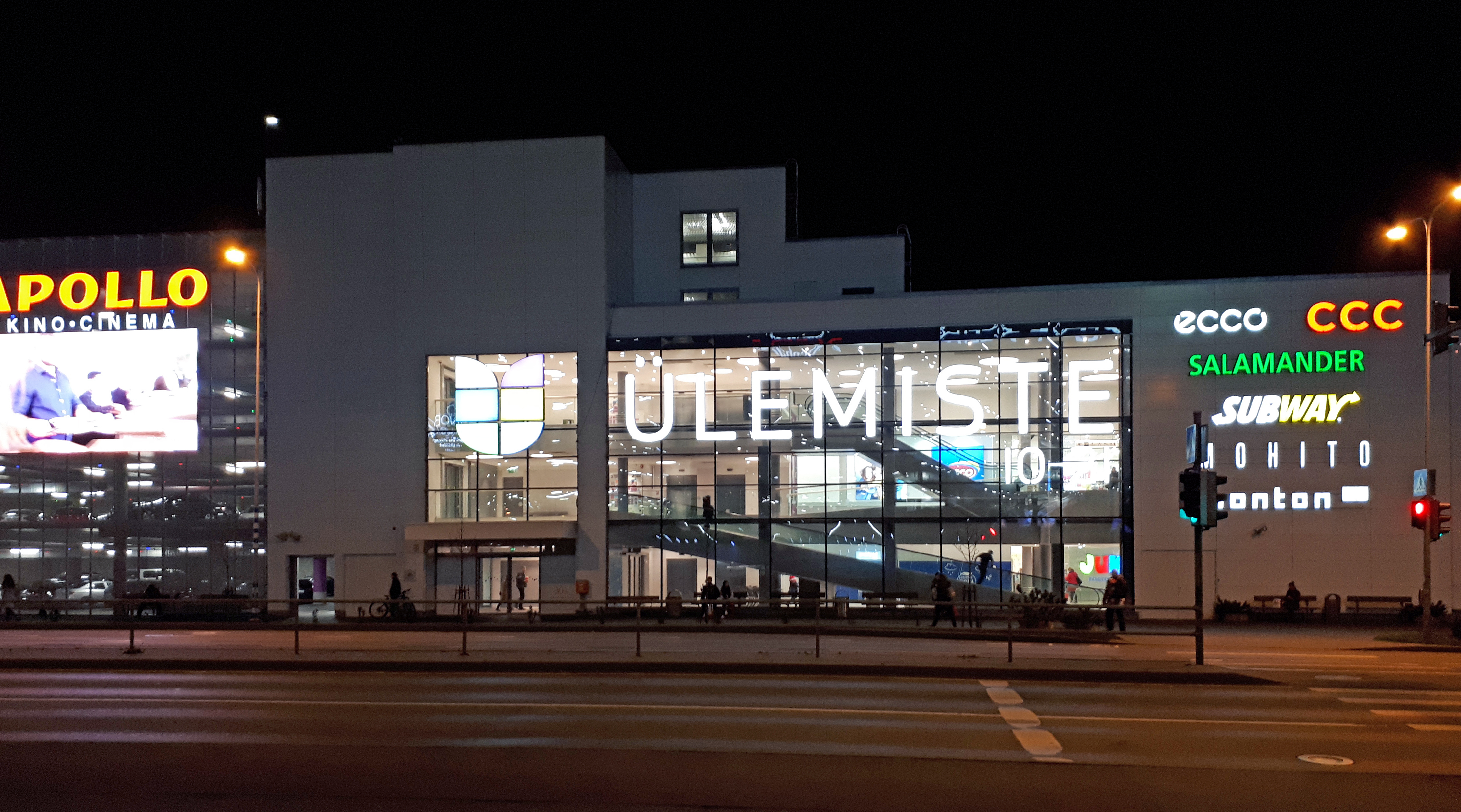
Торговый центр «Юлемисте» вечером

- Торговый центр «Юлемисте» (эст. Ülemiste keskus), Suur-Sõjamäe tn 4[6].
- Эстонская высшая школа предпринимательства «Майнор»[эст.], Suur-Sõjamäe tn 10A[7].
- Heavy Industry Estonia OÜ — металлообрабатывающее предприятие, Suur-Sõjamäe tn 12А[8].
- Ледовый холл «Йети» (эст. Jeti Jäähall), Suur-Sõjamäe tn 14B[9].
- Акционерное общество «Орто» (эст. AS Orto) — производитель бытовой химии и косметических средств, Suur-Sõjamäe tn 30[10].
- Акционерное общество «Метапринт» (эст. AS Metaprint) — производитель лёгкой металлической тары, Suur-Sõjamäe tn 30[11].
- Акционерное общество «Тректал» (эст. Trektal AS) — грузовые перевозки по шоссе, Suur-Sõjamäe tn 35C[12].
- Акционерное общество «Пакендикескус» (эст. AS Pakendikeskus) — оптовая торговля упаковочным материалом и упаковочным оборудованием, Suur-Sõjamäe tn 37А[13].
- Репозитарная библиотека Эстонии, Suur-Sõjamäe tn 44В[14].
- Акционерное общество «Рагн-Селлс» (эст. Ragn-Sells AS) — сбор бытовых и опасных отходов, Suur-Sõjamäe tn 50А[15].
- Логистический центр торговой сети «Coop»[эст.], Suur-Sõjamäe tn 70[16].

## Общественный транспорт
По улице курсируют городские автобусы № 7, 15, 45, 49, 64 и 65. На улице расположена остановка «Ülemiste» электропоезда линии Таллин—Аэгвийду.

Улица Суур-Сыямяэ
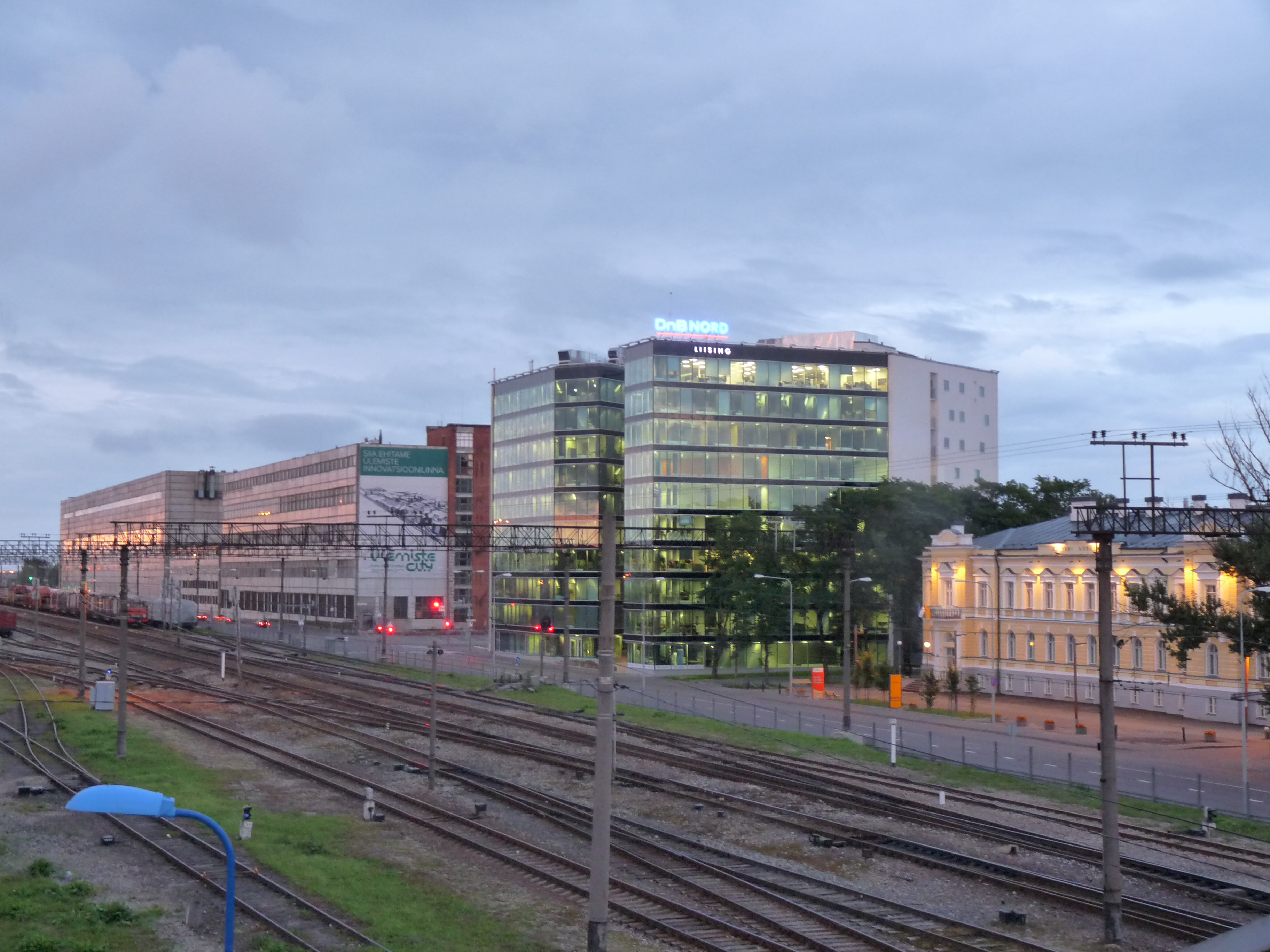
Начальный отрезок улицы и железнодорожные пути
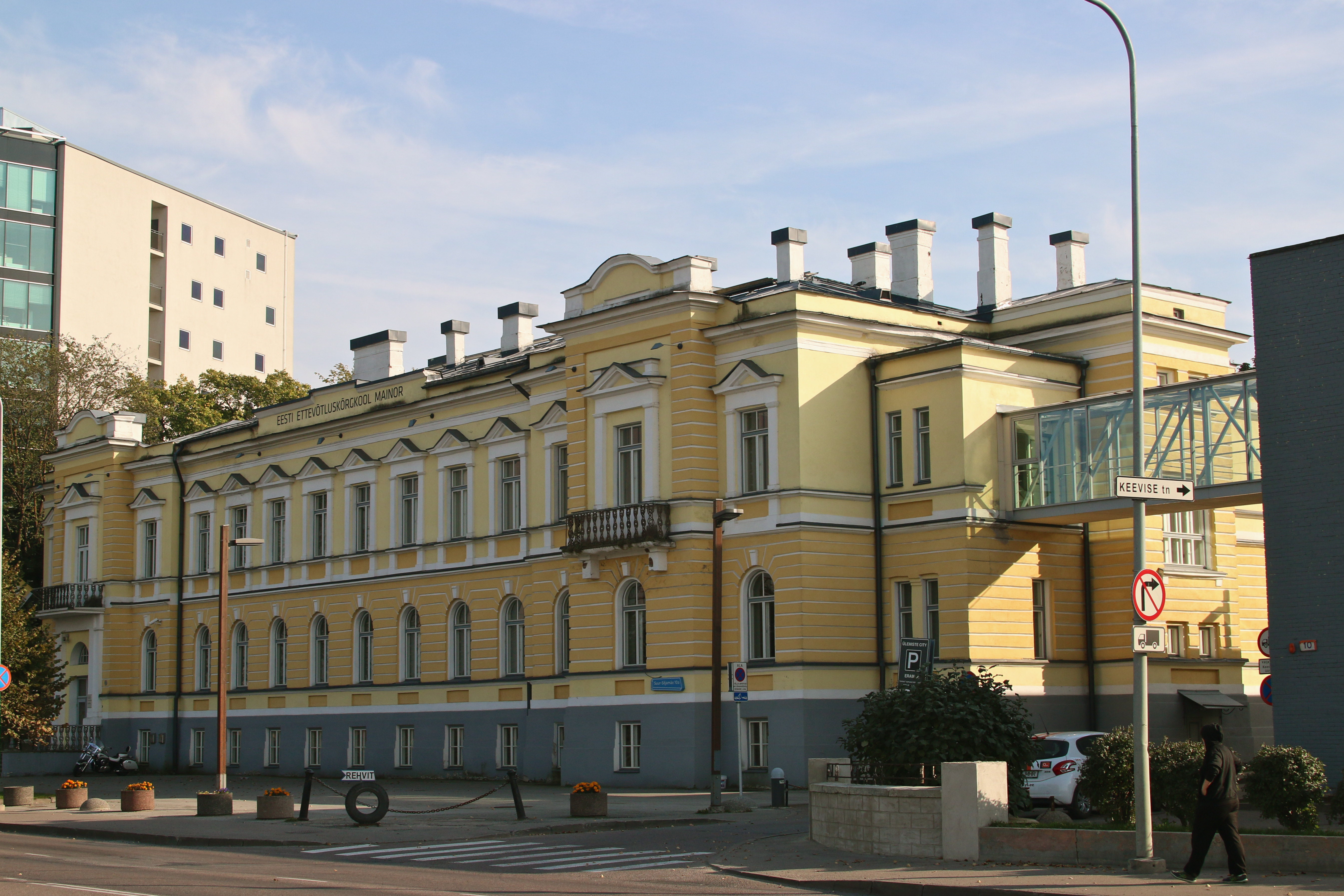
Высшая школа предпринимательства «Майнор», бывшее административное здание завода «Двигатель»
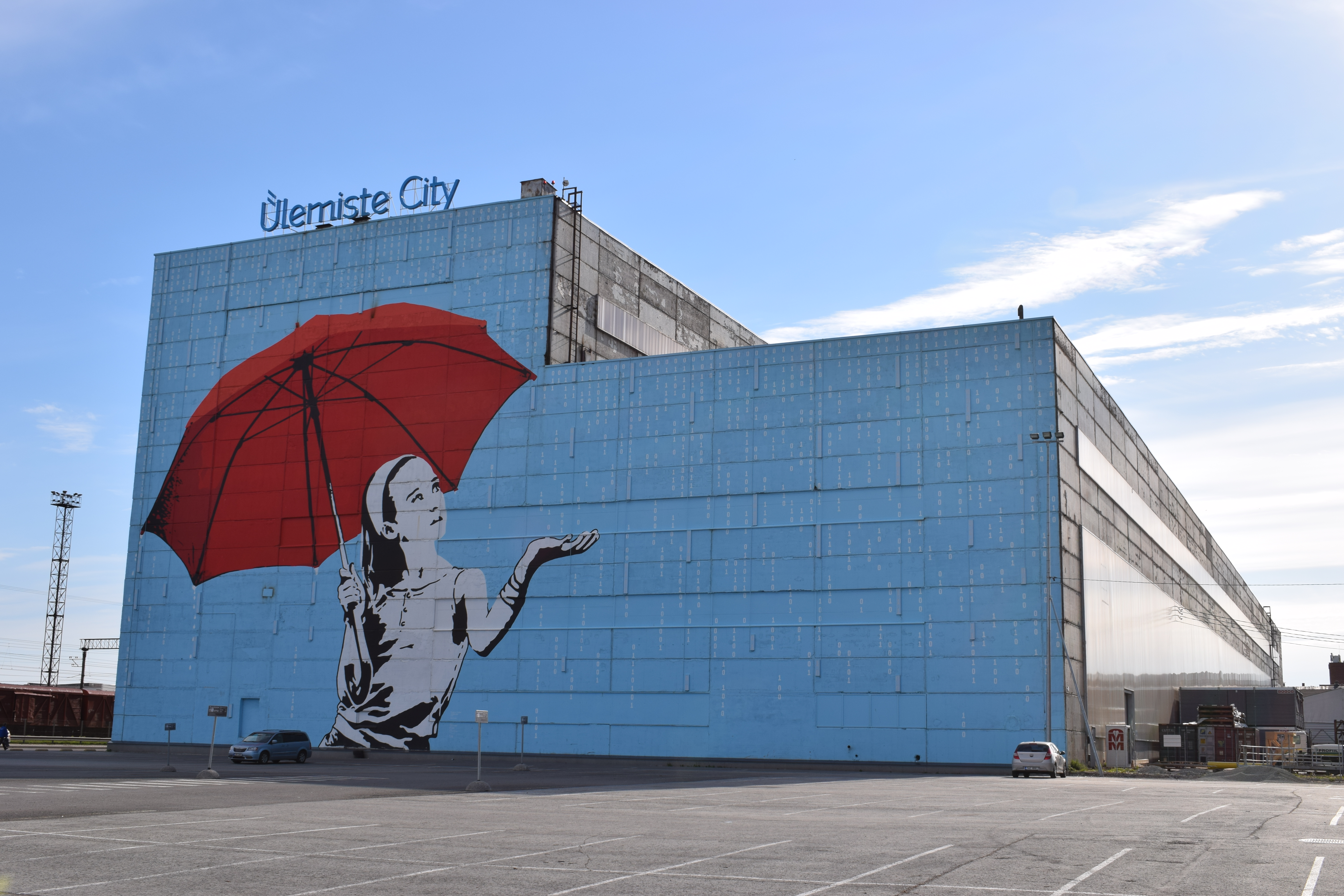
Бывшее производственное здание завода «Двигатель»
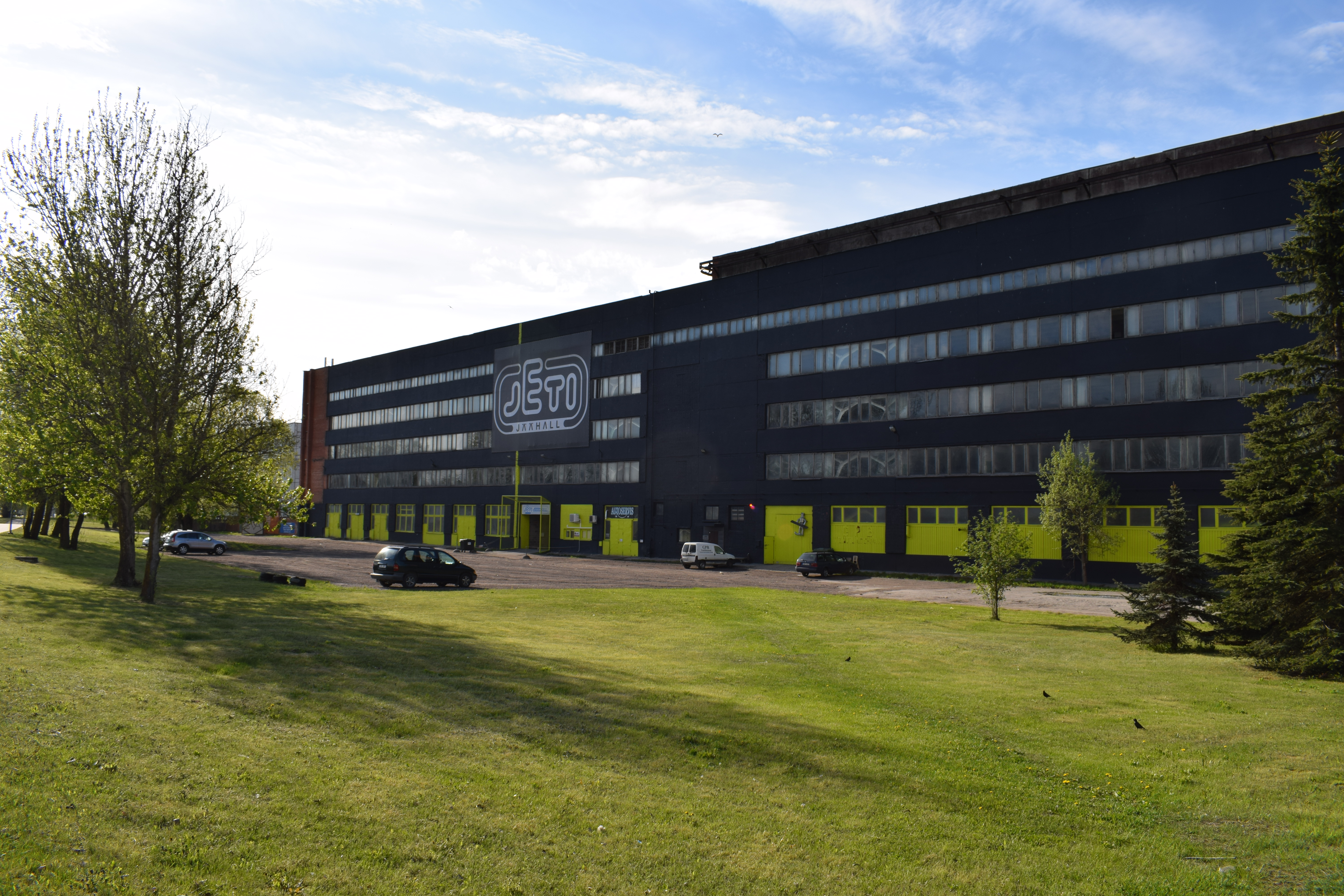
Ледовый холл «Йети»
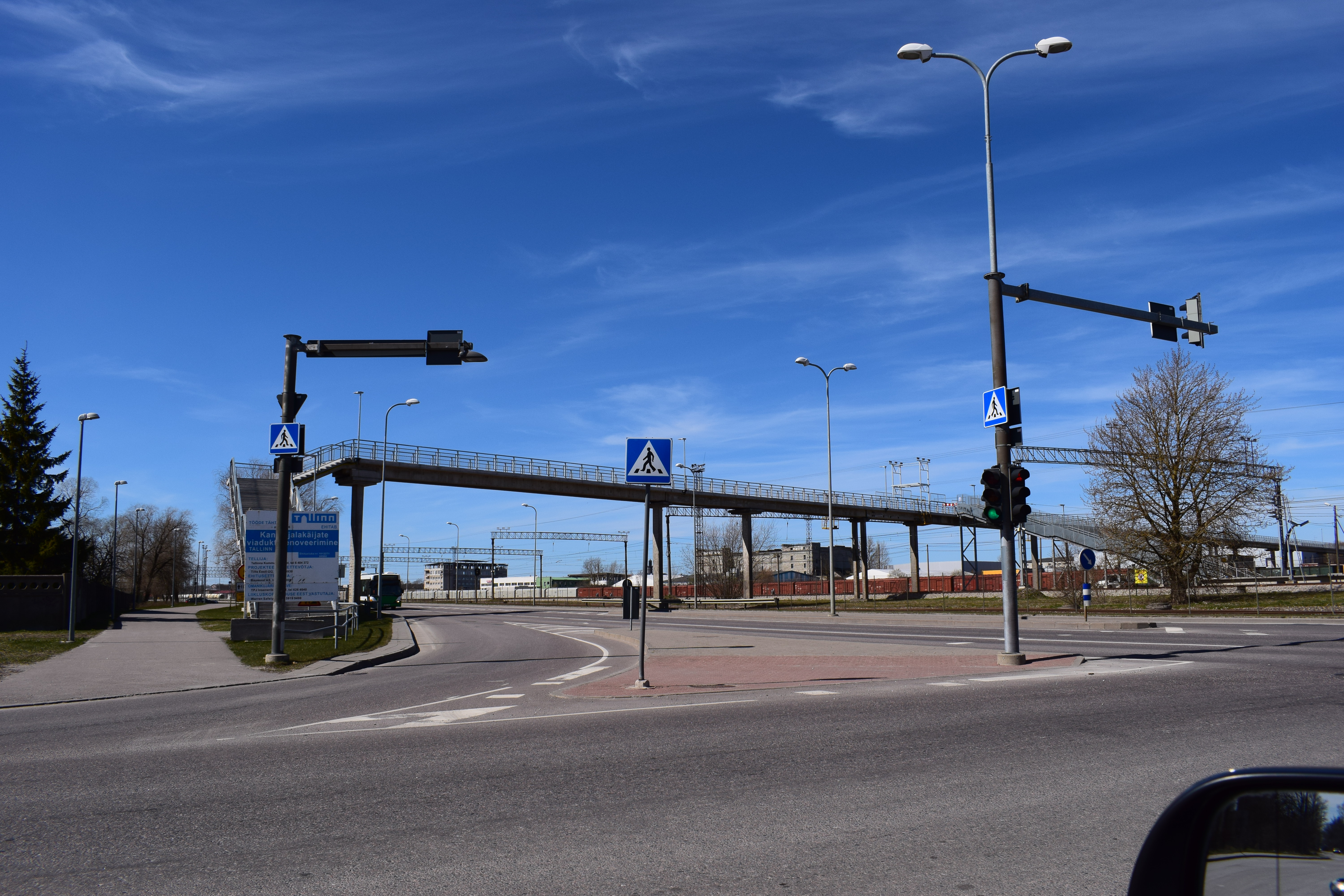
Пешеходный мост «Юлемисте» через улицу Суур-Сыямяэ
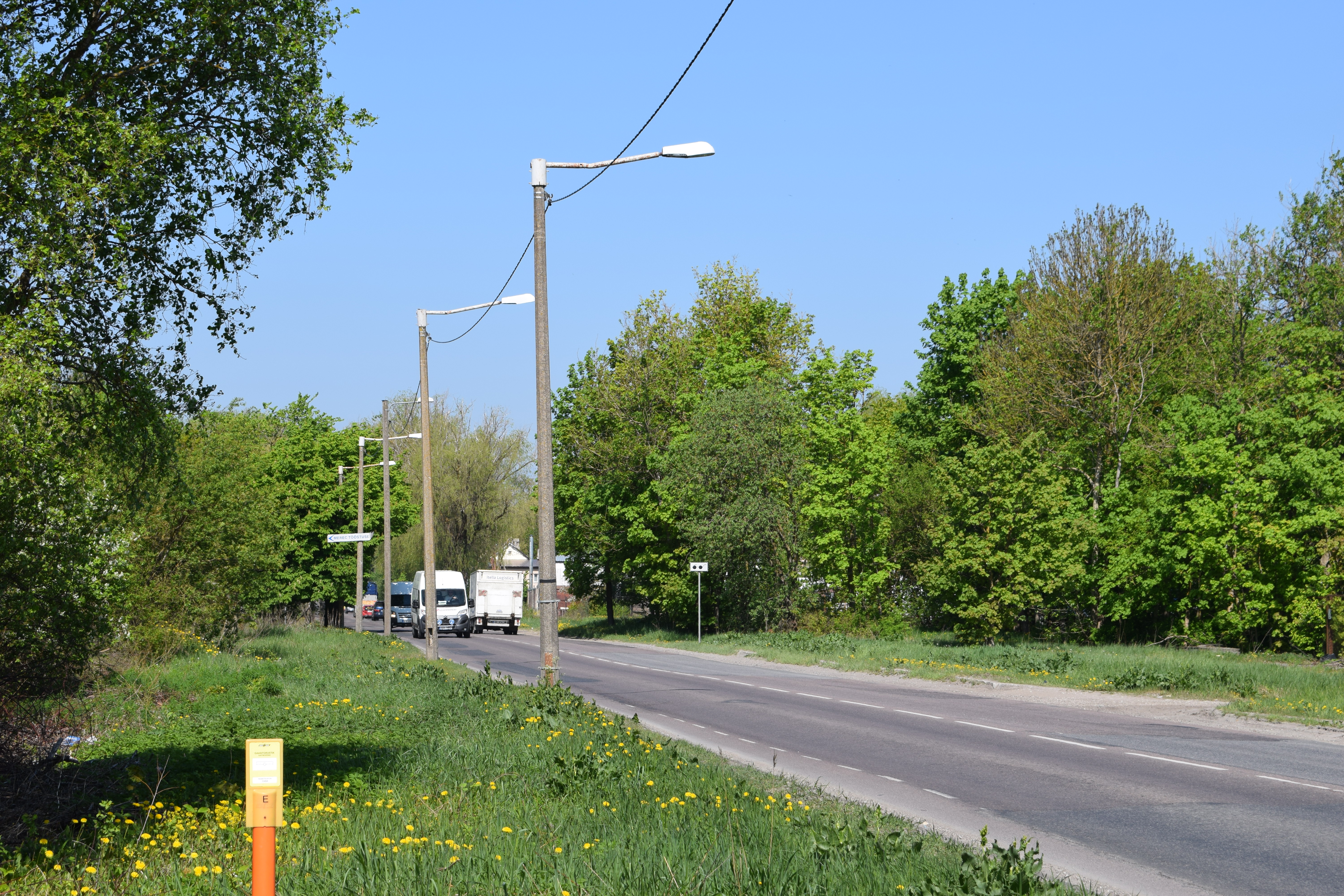
Участок улицы летом 2017 года
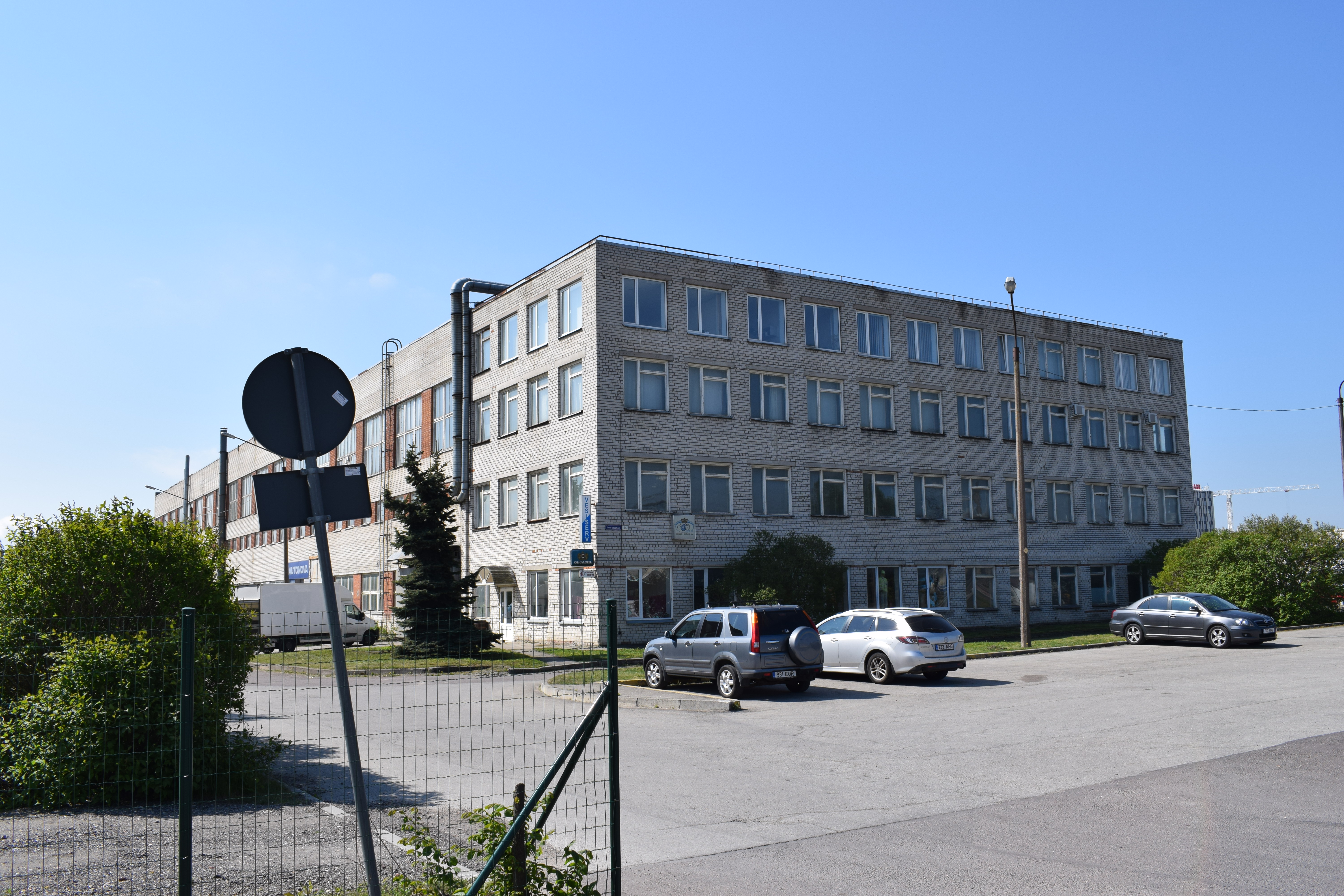
Дом 14
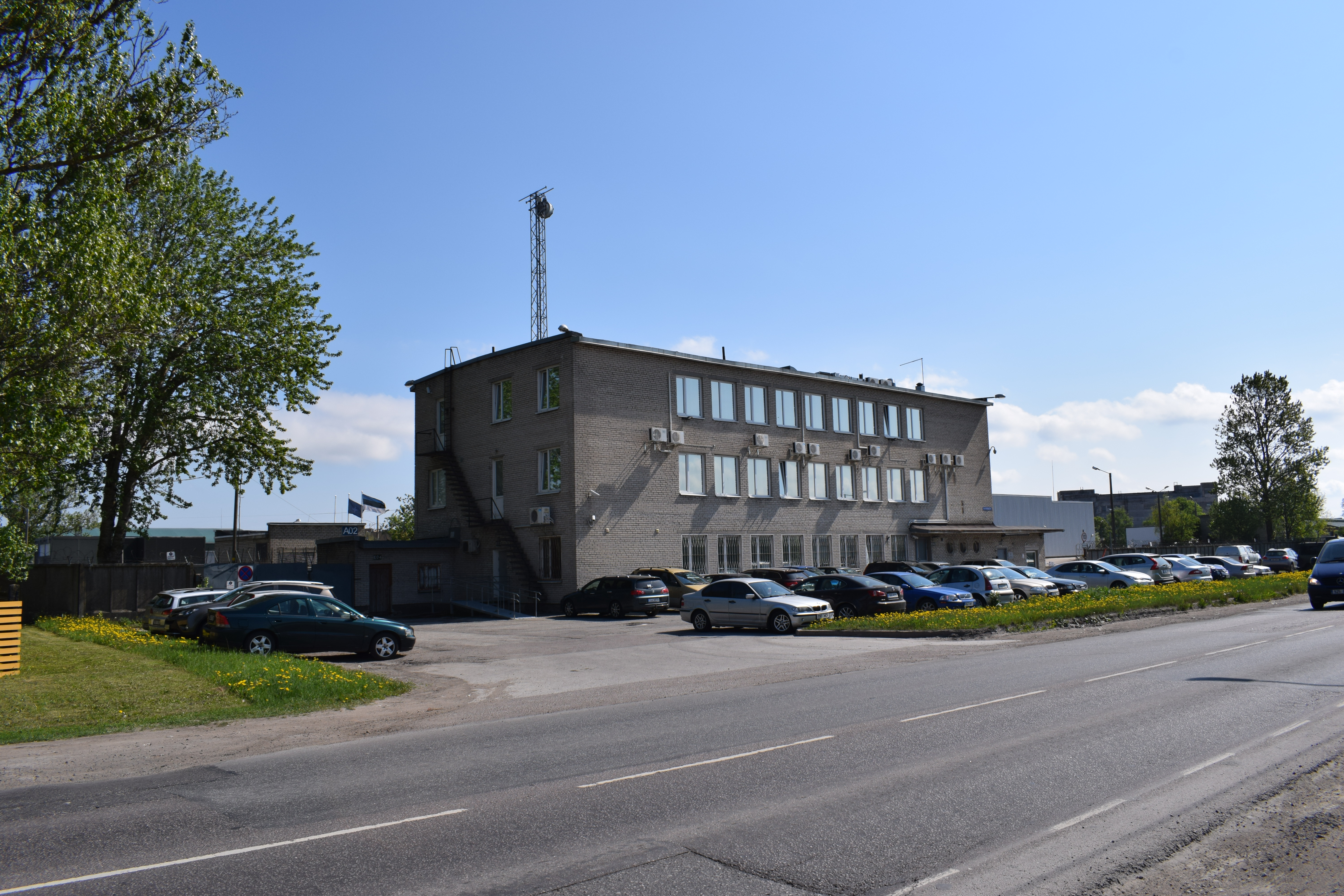
Дом 23А